# Carlo Grua
Pour les articles homonymes, voir Grua.
Carlo Alisio Pietro Grua (né v. 1700 à Milan et mort le 11 avril 1773 à Mannheim, en Palatinat du Rhin) est un compositeur italien du XVIIIe siècle.

## Biographie
Carlo Pietro Grua, fils de l'organiste de cour Vinzenco Paolo Grua (1657-1732), a été maître de chapelle à la cour électorale de la ville de Mannheim. Il a été nommé à ce poste en 1733 par Karl III Philip et l'a occupé jusqu'à sa mort.
Son fils Franz Paul Grua (1753-1833), né à Mannheim, fut également compositeur, de même que son oncle, Carlo Luigi Grua (vers 1665-1726), né à Florence ou Milan et mort à Venise.

## Œuvres

### Opéras
- Meride (1742), livret de G. C. Pasquini.
- La clemenza di Tito (1748), livret de Pietro Metastasio.

### Oratorios
- La conversione di. S. Ignazio (1740), texte de L. Santorini
- Bersabea, owero il pentimento di David (1741)
- Jaele (1741), texte de L. Santorini
- Il figliuol prodigo (1742, rev. 1749), texte de G. C. Pasquini
- La missione sacerdotale (1746), texte de L. Santorini
- S. Elena al Calvario (1750), texte de Pietro Metastasio
- La passione di Giesu Christo nostro Signore (1754), texte de Metastasio